# Еритреја на Светском првенству у атлетици на отвореном 2011.
Еритреја је учествовала на 13. Светском првенству у атлетици на отвореном 2011. одржаном у Тегу од 27. августа до 4. септембра осми пут. Еритреја је пријавила 9 учесника (9 мушкараца) који су се такмичли у 3 дисциплине. ,
На овом првенству Еритреја није освојила ниједну медаљу, али су постигнута три лична рекорда сезоне. 

У табели успешности према броју и пласману такмичара који су учествовали у финалним такмичењима (првих 8 такмичара) Еритреја је делила 51. место са 5 бодова са 1 учесником у финалу.
| Плас. | Земља    | 1. место | 2. место | 3. место | 4. место | 5. место | 6. место | 7. место | 8. место | Бр. финал. | Бод. |
| ----- | -------- | -------- | -------- | -------- | -------- | -------- | -------- | -------- | -------- | ---------- | ---- |
| =51.  | Еритреја | 0        | 0        | 0        | 1        | 0        | 0        | 0        | 0        | 1          | 5    |

## Учесници
Мушкарци:
- Амануел Месел — 5.000 м
- Гоитом Кифле — 5.000 м
- Зерсенај Тадезе — 10.000 м
- Теклемариам Медин — 10.000 м
- Бераки Бејене — Маратон
- Самуел Гоитом — Маратон
- Јаред Асмером — Маратон
- Јонас Кифле — Маратон
- Мајкл Тесфај — Маратон

## Резултати

### Мушкарци
| Атлетичар         | Дисциплина | Лични рекорд | Квалификације      | Квалификације      | Финале               | Финале       | Детаљи |
| Атлетичар         | Дисциплина | Лични рекорд | Резултат           | Место              | Резултат             | Место        | Детаљи |
| ----------------- | ---------- | ------------ | ------------------ | ------------------ | -------------------- | ------------ | ------ |
| Амануел Месел     | 5.000 м    | 13:16,25     | 13:39,97           | 6. у гр. 2         | 13:33,99             | 11 / 35 (41) |        |
| Гоитом Кифле      | 5.000 м    | 13:23,07     | 14:06,42           | 14. у гр. 1        | Није се квалификовао | 30 / 35 (41) |        |
| Зерсенај Тадезе   | 10.000 м   | 26:37,25     |                    |                    | 27:22,57             | 4 / 16 (20)  |        |
| Теклемариам Медин | 10.000 м   | 27:37,21     | Није стартовао     | Није стартовао     |                      |              |        |
| Бераки Бејене     | Маратон    | 2:10:06      | 2:16:03 ЛРС        | 16 / 49 (67)       |                      |              |        |
| Самуел Гоитом     | Маратон    | 2:13:05      | 2:25:42 ЛРС        | 40 / 49 (67)       |                      |              |        |
| Јаред Асмером     | Маратон    | 2:08:34      | Нису завршили трку | Нису завршили трку |                      |              |        |
| Јонас Кифле       | Маратон    | 2:07:34 НР   | Нису завршили трку | Нису завршили трку |                      |              |        |
| Мајкл Тесфај      | Маратон    | 2:16:37      | Нису завршили трку | Нису завршили трку |                      |              |        |